# フィンランドの政治
フィンランドの政治では、フィンランドの政治について解説する。

## 概要
フィンランドは議院内閣制に近い半大統領制をとっており、間接民主制、共和制、多党制を社会構造としている。フィンランド大統領は元首であり、外交を主導し、フィンランド国防軍の最高司令官である。フィンランド首相は政府首班であり、行政権は政府によって行使される。
立法権はフィンランド議会が保有している。政府は議会に対し法律を改正、伸張させる権利を限定している。大統領は議会決定に拒否権を持っているが、議会はこの決定を覆すことができる。
司法権は行政、立法から独立している。司法は正規の裁判所と行政裁判所の二つのシステムからなり、それぞれは最高裁判所と最高行政裁判所に率いられている。行政裁判所は公的決定の審判を処理している。また、フィンランドには憲法裁判所は無く、法の合憲性を争うことは出来ない。
フィンランドは議院内閣制を採用しているが、大統領は幾つかの特記すべき権限を持っている。外交政策は内閣との共同運営で大統領が率い、幾らか安全保障関係の要素に適用される。主な行政権は政府首班率いる内閣が保有している。フィンランド基本法が制定された2000年より以前は、大統領はより権限を持っていた。
フィンランドにおける参政権は、18歳以上のすべてのフィンランド国民と、選挙地に2年以上居住している18歳以上のすべての外国人に認められる。フィンランドは女性に普通被選挙権を与えた最初の国である。この国は大規模な移民の母集団がなく、民族的にかなり均質であり、スウェーデン語の現在の地位の問題は果てしなく討論が円環を描きながら続いているものの、主流派のフィンランド語話者と少数派のスウェーデン語話者の間の緊張も少ない。ここ数年間のトランスペアレンシー・インターナショナルの調査によるとフィンランドの汚職は非常に低い位置を保っている。
労働協約は非常に大きな政治的問題になっている。交渉は高度に中央化され、時に政府は財務政策を調整するために参加する。フィンランドは万人に合法な労働組合をもっているが、断続的に労働組合、雇用者、政府が包括的な所得政策の合意に達する。代表的な労働組合にSAK、STTK、AKAVA、EKがある

## 憲法及び法律
フィンランドの憲法は、1919年7月17日にフィンランド政体法が制定されて以来4つの個別の法令で構成されていたが、2000年3月1日に単一憲法典であるフィンランド基本法が制定された。民法はスウェーデンの法を基にしている。最高裁判所（korkein oikeus）は現行法の解釈や変更、制度化を求めることもある。裁判官は大統領によって任命される。
憲法裁判所をもたないフィンランド基本法と、その司法制度は珍しく、最高裁判所が法の違憲性を宣言する明確な権利をもっていない。原則的にフィンランドの法の合憲性は議会の簡単な投票で確かめられる。しかし、必要であれば議会の基本法委員会はどんな疑わしい請求も再考し変化を推奨する。慣習として基本法委員会は憲法裁判所の役割を実行する。
フィンランドの法体制の特殊なところは基本法修正案と同じ手順で制定される一般法に基本法の例外の作成が可能であることである。このような法の例はフィンランド国家評議会から与えられた即応体制法で有事の際に考えられる非常用の権力である。米大統領命令に匹敵するこの法権力は憲法的基本権利に作用し、基本法改正案と同じやり方で制定される。しかし、これは通常の法と同様の方法で撤回できる。基本法委員会の検分に加えて、すべてのフィンランドの裁判所は基本法と一般法の矛盾が明らかである場合に基本法に優先を与える義務がある。しかし、このような事例は非常に珍しい。

## 体系
フィンランドは議会主義の半大統領制の政治体系である。フィンランド大統領は形式上外交政策に責任を持っている。もっとも権力のある機関は首相率いるフィンランド内閣(フィンランド国家評議会)である。内閣はいくつかの党からの組閣と議会選挙で最も支持を得られた党の代表に認められた綱領の交渉責任がある。多くの大臣と内閣は信頼を得続けなければならず、選挙で落選すれば辞職するか、閣僚の入れ替えを行う。国家評議会は首相と職権議員である司法長官、その他中央政府の様々な部門の大臣から作られる。
公的には「内閣」は(valtioneuvosto)、司法長官と首相を含む閣僚を指し、「政府」(hallitus)は大統領に統括される内閣を示す。一般的には大統領を含む「政府」(hallitus)が大統領を含めない「内閣」(valtioneuvosto)にも言及している。

### 大統領
大統領にとってフィンランドの外交業務の主導権は内閣と共同で持っているが、議論の余地のない国際合意や戦争や講和の決定を除いて、議会に従うことになっている。また、大統領は軍の最高司令官である。いくつかの布告権と任命権を持ち、法の承認と特命議会を招集することができる。一般的に大統領は議会で選ばれた首相を任命し、一般的に残りの内閣（国家評議会）の大臣は首相の提案によって選ばれる。

### 国家評議会
国家評議会は大統領と司法長官など職権上の役員も含む中央政府の様々な部門の大臣によって作られる。大臣は内閣の参与になることを義務付けられておらず、正式にはどんな政治団体とも関係付けられることは無い。大統領は議会の審理の後、投票によって議会に承認された首相候補者を任命する。首相は内閣の残りの大臣を選択し、これらの大臣は大統領によって正式に任命される。

### EUとの関係
現在、大統領と首相のどちらがEUにおいてフィンランドの第一の代表であるかについて進行中の議論がある。2000年の基本法制定はこの問題の解決にならなかった。この法は外交政策の下にEUの事柄を据えて首相の範疇に入れた。同時に、他の元首との談話は大統領の責任下での外交方針の行使を構成するとする。
法の修正によって近年少なくともEUの軍事作戦の責任の所在を明確にするための規約を作成している。これは明白に安全保障と外交政策の問題である。とはいえ、完全に画定はしていない。ロシアのウラジーミル・プーチン大統領と会談したさいにタルヤ・ハロネン大統領がフィンランド大統領であるのかEU全体への代表であるのかが質問されている。

## 立法

### 議会
フィンランド議会は一院制で定員が200名であり、フィンランド語でエドゥスクンタ(Eduskunta)、スウェーデン語でRiksdagと呼ばれている。議員は立法の最高権威である。議会はフィンランド基本法を改正でき、国家評議会の解散権を持ち、大統領の拒否権を覆すことができる。これらの行動は違憲立法審査を受けることが無い。法律制定は国家評議会によって始められることも、議員の一人から始められることもある。議員は複数立候補地区のある非拘束名簿式の比例代表制に基づいて4年間の任期を選挙で選ばれる。現役で兵役義務のある軍人と、高位の司法官を除いて、18歳以上の人間であれば被選挙権を持つ。通常任期は4年であるが、議会議長の助言の後、首相の要請で大統領が議会を解散させ、新しい選挙を命じた場合任期が短くなる。
議会は普通選挙が実施された1906年から国民連合党、中央党、社会民主党によって支配された。とはいえ、1916年に社会民主党が103議席を取った例以外では、これらのいずれの党も現在までに単独過半数を得たことはない。1944年、フィンランド共産党が数十年間考慮する要素になって以降、1958年には共産党と社会民主党左派から形成されたフィンランド人民民主連盟と同数で最大政党になった。共産党の支持は1980年代に入ると急激に減少し、その期間、環境保護派の結成した緑の党に入れ替わっていった。この党は現在中堅規模になっている。スウェーデン人民党は言語政治におけるフィンランド人のスウェーデン語話者を代表している。相対的な政党の強さは複数人区の比例代表制のため選挙にほんの少し関連しているが、幾つかの長期的趨勢を見ることができる。
2023年フィンランド総選挙では国民連合党がフィンランド議会の第1党になった。

### 選挙体制と政党
フィンランドの比例代表制は多党制を促進しており、結果多くの連立内閣を生み出した。近年、連立政府の平均寿命は短い。1980年頃からの趨勢は選挙期間の間の同一の連合規定である。フィンランドでは全国規模で大統領と議会議員を選挙する。大統領は6年間の任期を選ばれる。議会は200名の定員を持ち、4年の任期を複数人区の比例代表制で選挙される。フィンランドは多党制が強く、3党の強い政党があり、これらどの党も単独で力を得る機会がある。また、たいていにおいて他の党と連立するために動く。大統領選、議会選挙に加えて欧州議会議員選挙が5年ごとに行われ、地方選挙も4年ごとに一斉にすべての自治体で行われている。
| 候補者名                               | 所属政党               | 一回戦得票 | %    | 二回戦得票 | %    |
| -------------------------------------- | ---------------------- | ---------- | ---- | ---------- | ---- |
| タルヤ・ハロネン                       | フィンランド社会民主党 | 1,397,030  | 46.3 | 1,630,833  | 51.8 |
| サウリ・ニーニスト                     | 国民連合党             | 725,866    | 24.1 | 1,517,947  | 48.2 |
| マッティ・ヴァンハネン                 | フィンランド中央党     | 561,990    | 18.6 |            |      |
| ヘイディ・ハウタラ（en:Heidi Hautala） | 緑の同盟               | 105,248    | 3.5  |            |      |
| ティモ・ソイニ                         | 真のフィンランド人     | 103,492    | 3.4  |            |      |
| ビョーネ・カッリス（en:Bjarne Kallis） | キリスト教民主党       | 61,483     | 2.0  |            |      |
| ヘンリク・ラクス（en:Henrik Lax）      | スウェーデン人民党     | 48,703     | 1.6  |            |      |
| アルト・ラハティ（en:Arto Lahti）      | 独立党                 | 12,989     | 0.4  |            |      |

| 政党名                  | 得票数  | 得票% | 議席数  | 議席% |
| ----------------------- | ------- | ----- | ------- | ----- |
| フィンランド中央党      | 640,428 | 23.1  | 51      | 25.5  |
| 国民連合党              | 616,841 | 22.3  | 50      | 25    |
| フィンランド社会民主党  | 594,194 | 21.4  | 45      | 22.5  |
| 左翼同盟                | 244,296 | 8.8   | 17      | 8.5   |
| 緑の同盟                | 234,429 | 8.5   | 15      | 7.5   |
| キリスト教民主党        | 134,790 | 4.9   | 7       | 3.5   |
| スウェーデン人民党      | 126,520 | 4.5   | 9       | 4.5   |
| 真のフィンランド人      | 112,256 | 4.1   | 5       | 2.5   |
| フィンランド共産党      | 18,277  | 0.7   | 0       | 0     |
| フィンランド老人党      | 16,715  | 0.6   | 0       | 0     |
| 資産家同盟 (オーランド) | 9,561   | 0.3   | 1       | 0.5   |
| 合計 (投票率67.9%)      |         |       | 200議席 |       |

## 司法
フィンランドの司法体系は一般の民事裁判所、刑事裁判所と、個人と行政組織間の訴訟の対応のための行政裁判所とに分けられる。司法権の及ぶ範囲は一つの例で説明することができる。たとえば両親が学校での子供の役割に満足できないとき、学校での役割は行政的決定を受けたものと行政裁判所で教育委員会に対してアピールできる。
フィンランドの法は成文化されており、裁判方式は地方裁判所、高等裁判所、最高裁判所から構成される三審制である。司法の行政分野は行政裁判所と最高行政裁判所から構成されている。行政裁判の過程は個人が請求をするのにより安く、より低い金銭的リスクのため人気である。通常の裁判所に加えて、幾つかの特別裁判所が、若干の行政裁判所にある。これらは大統領、最高裁の裁判官、国家評議会の閣僚、大法官、議会のオンブズマンなどの公職者の犯罪処理の告訴のための高等裁判所である。
フィンランドには人身保護条例も保釈も存在していないが、審理前の拘留は最長でも4日間に抑えられている。さらに拘留するためには、裁判所が投獄を命令しなくてはならない。拘留されているものには電話の権利が無い。調査に同意するなら調査を行う警察官が関係者などに知らせるかもしれない。しかし、弁護士を呼ぶことはできる。捜索令状は厳密には必要なく、たいていが警察官によって発行される。盗聴に関しては裁判所命令が必要になる。

## 行政
フィンランドは民主的で独立した自治体に分けられている。自治体は自らを"市"、"自治体"のいずれかの呼称で呼ぶことができる。自治体はそれぞれの議会に運営され、議会は4年ごとに比例代表制で選挙される。税負担の多く、おおむね3分の2程度は自治体によって徴収される。民主的決定事項の作成はほとんど例外なく自治体、国家規模で行われる。自治体は州と県で協力する。さらに首都圏はヘルシンキ都市圏議会(YTV, Pääkaupunkiseudun yhteistyövaltuuskunta)を持っている。
2009年まで、国は6つの州に分けられていた。5つの本土州は役人で構成された州委員会に運営されており、それぞれが大統領の指定した知事に率いられていた。委員会は州の内政に責任を持っており、州の監督と調整の役割を行っていた。フィンランド本土から南西の島、オーランド諸島の行政区画であるオーランド県はスウェーデン、フィンランド間で北緯60度近辺の位置にある。オーランド県は1921年の国際協定の効力で地方自治を行っている。近年では1951年にオーランド自治政府法が施行されている。その上この島の住民は完全にスウェーデン語話者である事実によって区別されている。政府機能は県議会に与えられており、議会はオーランド市民から直接選挙された30人の代表によって構成されている。

## 対外関係
1991年のソビエト連邦の崩壊の後、フィンランドは1947年のパリ講和条約で課された最後の制約から自由になった。ソ芬間の友好、共同戦略、（制限の含まれた）相互援助等の協定は解消された。しかしフィンランドはロシア連邦をソ連の後継国と認識し、すばやく親善条約とソ連の債務の再配置の相互条約の草稿を書いた。
フィンランドはスウェーデンとオーストリアと共にヨーロッパ連合へ加入することで欧州統合での自らの位置を深めた。この際、おそらく国の防衛独立を維持する中立政策への配慮から「軍事的非同盟」と強調的に説明している。国連主催の平和維持活動はフィンランドが引き受け、果たす事実上唯一の国外軍事貢献である。